# Thuyết ERG
Thuyết ERG do học giả Clayton Alderfer đưa ra, là một sự bổ sung, sửa đổi thành công cho lý thuyết về Tháp nhu cầu của Abraham Maslow. Còn được biết đến dưới cái tên "Thuyết nhu cầu Tồn tại/Quan hệ/Phát triển" (Existence, Relatedness and Growth).

## Nội dung chính của Thuyết ERG
Thuyết ERG nhận ra 3 kiểu nhu cầu chính của con người:
- Nhu cầu tồn tại (Existence needs): Ước muốn khỏe mạnh về thân xác và tinh thần, được đáp ứng đầy đủ các nhu cầu căn bản để sinh tồn như các nhu cầu sinh lý, ăn, mặc, ở, đi lại, học hành... và nhu cầu an toàn.
- Nhu cầu giao tiếp (Relatedness needs): Ước muốn thỏa mãn trong quan hệ với mọi người. Mỗi người đều có những ham muốn thiết lập và duy trì các mối quan hệ cá nhân khác nhau. Ước tính một người thường bỏ ra khoảng phân nửa quỹ thời gian để giao tiếp với các quan hệ mà họ hướng tới.
- Nhu cầu phát triển (Growth needs): Ước muốn tăng trưởng và phát triển cá nhân trong cả cuộc sống và công việc. Các công việc, chuyên môn và cao hơn nữa là sự nghiệp riêng sẽ đảm bảo đáp ứng đáng kể sự thoả mãn của nhu cầu phát triển.

Thuyết ERG cho rằng: tại cùng một thời điểm có thể có nhiều nhu cầu ảnh hưởng đến sự động viên- Khi một nhu cầu cao hơn không thể được thỏa mãn (frustration) thì một nhu cầu ở bậc thấp hơn sẵn sàng để phục hồi (regression).

## Cơ sở và đóng góp của Thuyết ERG
- Mô hình này được xây dựng trên cơ sở Tháp nhu cầu của Maslow và là một sự bổ trợ tốt cho mô hình tháp này. Thực tế có nhiều nghiên cứu hỗ trợ thuyết này hơn thuyết của Maslow.
- Thuyết ERG của Alderfer cũng chỉ ra rằng thường xuyên có nhiều hơn một nhu cầu có thể ảnh hưởng và tác động trong cùng một con người, vào cùng một thời gian. Nếu những nhu cầu ở mức cao không được đáp ứng đủ, khao khát thoả mãn những nhu cầu ở mức dưới (của mô hình) sẽ tăng cao.

Clayton Alderfer xác định hiện tượng này trong một thuật ngữ chuyên môn rất nổi tiếng là "mức độ lấn át của thất vọng và e sợ" (frustration & shy aggression dimension). Sự liên quan của nó đến công việc là: thậm chí khi các nhu cầu ở cấp độ cao không được thoả mãn thì công việc vẫn đảm bảo cho những nhu cầu sinh lý ở cấp thấp, và cá nhân sẽ tập trung vào các nhu cầu này.
Tại thời điểm này, nếu một điều gì đó xảy ra đe dọa đến công việc hiện tại, những nhu cầu cơ bản của cá nhân sẽ bị đe doạ nghiêm trọng. Nếu không có những nhân tố nhằm giải tỏa nỗi lo lắng, một cá nhân có thể rơi vào tình trạng tuyệt vọng và hoảng loạn.
- Thuyết ERG giải thích được tại sao các nhân viên hay tìm kiếm mức lương cao hơn và điều kiện làm việc tốt hơn ngay cả khi những điều kiện này là tốt và đạt các tiêu chuẩn của thị trường lao động. Khi các nhân viên chưa cảm thấy thỏa mãn với nhu cầu giao tiếp và nhu cầu tăng trưởng hiện tại, họ sẽ tìm cách được thỏa mãn.